# Classificazioni navali russe
Le classi navali sovietiche e russe hanno una classificazione diversa rispetto a quelle NATO. Di seguito sono riportate le tabelle di comparazione.

## Portaeromobili
| Sigla                                                                    | Nome                                                                                 | Significato                                     | Note |
| ------------------------------------------------------------------------ | ------------------------------------------------------------------------------------ | ----------------------------------------------- | --- |
| in russo АК?, AK                                                         | in russo Авианесущий крейсер?, Avianesuščij krejser                                  | aircraft cruiser                                | Non si ha notizia di navi entrate in servizio con questa classificazione. Inoltre, la sigla AK è anche utilizzata per le cannoniere. |
| in russo ПКР ? , PKR                                                     | in russo Противолодочный крейсер?, Protivolodočnыj krejser                           | incrociatore antisommergibile (portaelicotteri) | designazione utilizzata per il progetto 1123 Moskva                                                                                  |
| in russo ТАВКР ? , TAVKR [ 1 ]                                           | in russo Тяжелый авианесущий крейсер?, Tjaželыj avianesuščij krejser                 | incrociatore pesante portaerei (CV)             | designazione utilizzata per il progetto 1143.1-4 Kiev e il progetto 1143.5-6 Kuznetsov                                               |
| in russo АТАВКР?, ATAVKR                                                 | in russo Тяжелый атомный авианесущий крейсер?, Tjaželыj atomnыj avianesuščij krejser | incrociatore pesante portaerei nucleare (CVN)   | designazione utilizzata per il progetto 1143.7 Ul'janovsk                                                                            |
| in russo АВМ?, AVM                                                       | in russo Многоцелевой (тяжелый) авианосец?, Mnogocelevoj (tjaželыj) avianosec        | multiruolo (pesante) portaerei                  | designazione (non ufficiale) utilizzata per il progetto 23000 Shtorm                                                                 |
|                                                                          | in russo Авианосец?, Avianosec                                                       | portaerei                                       | Queste denominazioni non sono usate, le navi sono denominate Тяжелый авианесущий крейсер (ТАВКР).                                    |
| in russo Лёгкий авианосец?, Lёgkij avianosec                             | portaerei leggera                                                                    |                                                 | Queste denominazioni non sono usate, le navi sono denominate Тяжелый авианесущий крейсер (ТАВКР).                                    |
| in russo Многоцелевой авианосец?, Mnogocelevoj avianosec                 | portaerei multiruolo                                                                 |                                                 | Queste denominazioni non sono usate, le navi sono denominate Тяжелый авианесущий крейсер (ТАВКР).                                    |
| in russo Противолодочный авианосец?, Protivolodočnыj avianosec           | portaerei antisommergibile                                                           |                                                 | Queste denominazioni non sono usate, le navi sono denominate Тяжелый авианесущий крейсер (ТАВКР).                                    |
| in russo Эскортный авианосец?, Èskortnыj avianosec                       | portaerei di scorta                                                                  |                                                 | Queste denominazioni non sono usate, le navi sono denominate Тяжелый авианесущий крейсер (ТАВКР).                                    |
| in russo Суперавианосец?, Superavianosec                                 | superportaerei                                                                       |                                                 | Queste denominazioni non sono usate, le navi sono denominate Тяжелый авианесущий крейсер (ТАВКР).                                    |
|                                                                          | in russo Вертолётоносец?, Vertolёtonosec                                             | portaelicotteri                                 | Queste denominazioni non sono usate, le navi sono denominate Противолодочный крейсер (ПКР).                                          |
| in russo Крейсер-вертолётоносец?, Krejser-vertolёtonosec                 | incrociatore-portaelicotteri                                                         |                                                 | Queste denominazioni non sono usate, le navi sono denominate Противолодочный крейсер (ПКР).                                          |
| in russo Противолодочный вертолётоносец?, Protivolodočnыj vertolёtonosec | portaelicotteri ASW                                                                  |                                                 | Queste denominazioni non sono usate, le navi sono denominate Противолодочный крейсер (ПКР).                                          |

## Incrociatori
| Sigla                  | Nome | Significato                                               | Note                                                                        |
| ---------------------- | --- | --------------------------------------------------------- | --------------------------------------------------------------------------- |
| in russo ЛК?, LK       | in russo Линейный корабль (Линко́р)?, Linejnыj korablʹ (Linkór)                                           | Nave da battaglia                                         | designazione utilizzata per il progetto 23 Sovetskij Sojuz                  |
| in russo КР?, KR       | in russo Крейсер?, Krejser                                                                               | Incrociatore                                              |                                                                             |
| in russo БКР?, BKR     | in russo Броненосный крейсер?, Bronenosnыj krejser                                                       | Incrociatore corazzato                                    |                                                                             |
| in russo БКР?, BKR     | in russo Бронепалубный крейсер?, Bronepalubnыj krejser                                                   | Incrociatore protetto                                     |                                                                             |
| in russo ВРС?, VRS     | in russo Вспомогательный крейсер?, Vspomogatelʹnыj krejser                                               | Incrociatore ausiliario                                   |                                                                             |
| in russo КРПВО?, KRPVO | in russo Крейсер противовоздушной обороны (Крейсер ПВО)?, Krejser protivovozdušnoj oboronы (Krejser PVO) | Incrociatore antiaereo                                    | designazione utilizzata per il progetto 84                                  |
| in russo КРС?, KRS     | in russo Крейсер-скаут?, Krejser-skaut                                                                   | Incrociatore esploratore                                  |                                                                             |
| in russo ЛКР?, LKR     | in russo Линейный крейсер?, Linejnыj krejser                                                             | Incrociatore da battaglia                                 |                                                                             |
| in russo ЛКР?, LKR     | in russo Лёгкий крейсер?, Lёgkij krejser                                                                 | Incrociatore leggero                                      | designazione utilizzata per i progetti 68-K Čapaev e 68-bis Sverdlov        |
| in russo РКР?, RKR     | in russo Ракетный крейсер (Крейсер УРО)?, Raketnыj krejser (Krejser URO)                                 | Incrociatore missilistico                                 | designazione utilizzata per i progetti 58 Kynda, 1134 Kresta I e 1164 Slava |
| in russo ТАРКР?, TARKP | in russo Тяжелый атомный ракетный крейсер?, Tjaželыj atomnыj raketnыj krejser                            | Incrociatore lanciamissili pesante a propulsione nucleare | designazione utilizzata per il progetto 1144 Kirov                          |
| in russo ТКР?, TKR     | in russo Тяжёлый крейсер?, Tjažёlыj krejser                                                              | Incrociatore pesante                                      | designazione utilizzata per i progetti 69 Kronštadt, 66 e 82 Stalingrad     |

## Grandi navi di superficie e cacciatorpediniere
| Sigla              | Nome | Significato                                                                                        | Note |
| ------------------ | --- | -------------------------------------------------------------------------------------------------- | --- |
| in russo БПК?, BPK | in russo Большой противолодочный корабль?, Bolʹšoj protivolodočnыj korablʹ                                            | letteralmente grande nave anti-sommergibile                                                        | designazione utilizzata per i progetti 61 Kashin, 61ME Kashin, 1134-A Kresta II, 1134-B Kara, 1155 Udaloj e 1155.1 Udaloj II |
| in russo БРК?, BRK | in russo Большой ракетный корабль?, Bolʹšoj raketnыj korablʹ                                                          | letteralmente grande nave missilistica                                                             | versione missilistica della denominazione precedente                                                                         |
|                    | | | |
| in russo ЭМ?, ÈM   | in russo Эска́дренный миноно́сец (Эсми́нец)?, Èskádrennыj minonósec (Èsmínec)                                            | letteralmente torpediniere di squadra (cacciatorpediniere)                                         | 30-К Ognevoj, 30-бис Skoryj, 31, 41 Neustrašimyj, 56 Kotlin, 56-ЭМ Kildin, 57-бис Kanin e 956 Sovremennyj                    |
| in russo ЭМ?, ÈM   | in russo Эскадренный миноносец с управляемым ракетным оружием?, Èskadrennыj minonosec s upravljaemыm raketnыm oružiem | letteralmente torpediniere di squadra con missili guidati (cacciatorpediniere lanciamissili)       | versione missilistica della denominazione precedente                                                                         |
| in russo ЭМЭ?, ÈMÈ | in russo Эскортный миноносец (Эскортный эсминец)?, Èskortnыj minonosec (Èskortnыj èsminec)                            | letteralmente torpediniere di squadra di scorta (destroyer escort, cacciatorpediniere di scorta)   | |
| in russo ЛЭМ?, LÈM | in russo Лидер эскадренных миноносцев?, Lider èskadrennыh minonoscev                                                  | letteralmente torpediniere conduttore di squadra (flottilla leader, cacciatorpediniere conduttore) | |
| in russo УЭМ?, UÈM | in russo Универсальный эскадренных миноносцев?, Universalʹnыj èskadrennыh minonoscev                                  | letteralmente torpediniere di squadra multiruolo (cacciatorpediniere multiruolo)                   | designazione (non ufficiale) utilizzata per il progetto 23560 Lider / Shkval                                                 |

## Navi di superficie, fregate e corvette
| Sigla                  | Nome                                                                                        | Significato                                                      | Note |
| ---------------------- | ------------------------------------------------------------------------------------------- | ---------------------------------------------------------------- | --- |
| in russo ?             | in russo Фрегат?, Fregat                                                                    | letteralmente fregata                                            | Il termine fregata è stato introdotto recentemente per denominare le navi Сторожевой корабль (СКР) e Большой противолодочный корабль (БПК) e in particolare il progetto 22350 Gorškov; secondo la NATO, anche le navi dei progetti 11540 Neustrašimyj, 1135 Krivak e 1135 Admiral Grigorovič sono delle fregate.                                             |
| in russo ?             | in russo Корвет?, Korvet                                                                    | letteralmente corvetta                                           | Il termine corvetta non esiste nella classificazione sovietica e poi russa, che vi preferivano i termini Сторожевой корабль СКР, малые противолодочные корабли (МПК) o малые ракетные корабли (МРК); tuttavia le navi del progetto 20380 Stereguščij sono classificate come corvette.                                                                        |
| in russo СКР?, SKR     | in russo Сторожевой корабль?, Storoževoj korablʹ                                            | letteralmente guard ship (pattugliatore)                         | navi assimilabili alle fregate o alle corvette. Sigla utilizzata per navi appartenenti alle classi Neustrašimyj, Krivak, Koni, Petya, Mirka, Riga e T-58. Occorre precisare che, in Occidente, solo il Neustrashimyy e le Krivak sono considerate fregate. Le unità delle altre classi, per le loro dimensioni più ridotte, sono classificate come corvette. |
| in russo ПКР?, PRK     | in russo Патрульный корабль?, Patrulʹnыj korablʹ                                            | letteralmente patrol ship (pattugliatore)                        | designazione utilizzata per i progetti 22160 e 23550 |
|                        |                                                                                             |                                                                  | |
| in russo МРК?, MRK     | in russo Малый ракетный корабль?, Malыj raketnыj korablʹ                                    | letteralmente small rocket/missile ship                          | navi assimilabili alle corvette, come il progetto 1234 Nanuchka |
| in russo РКЭ?, RKÈ     | in russo Малый ракетный корабль-экраноплан?, Malыj raketnыj korablʹ-èkranoplan              | letteralmente small rocket/missile ship-WIG (ekranoplano)        | denominazione dell'ekranoplano Lun |
| in russo МРК?, MRK     | in russo Ракетный корабль на воздушной подушке?, Raketnыj korablʹ na vozdušnoj poduške      | letteralmente rocket/missile ship hovercraft                     | denominazione del progetto 1239 Sivuč |
|                        |                                                                                             |                                                                  | |
| in russo МПК?, MPK     | in russo Малый противолодочный корабль?, Malыj protivolodočnыj korablʹ                      | letteralmente piccola nave antisottomarino                       | navi assimilabili alle corvette ASW, utilizzata per le classi Pauk, Grisha, Parchim e Poti. |
| in russo БО?, BO       | in russo Большой охотник за подводными лодками?, Bolʹšoj ohotnik za podvodnыmi lodkami      | letteralmente grande cacciasommergibile (cacciasommergibile)     | designazione per il progetto 122 Kronštadt |
|                        |                                                                                             |                                                                  | |
| in russo МАК?, MAK     | in russo Малый ракетный корабль Малые артиллерийские корабли?, Malыe artillerijskie korabli | letteralmente piccola nave con artiglieria (cannoniera)          | designazione dei progetto 1208 e 21630 Bujan |
|                        | in russo Малый ракетный корабль Малые артиллерийские корабли?, Malыe artillerijskie korabli | letteralmente monitore                                           | designazione del progetto 1190 Serыšev |
|                        |                                                                                             |                                                                  | |
| in russo ПК(О)?, PK(O) | in russo Противолодочный корабль?, Protivolodočnыj korablʹ                                  | letteralmente nave antisommergibile                              | |
| in russo ПК(А)?, PK(A) | in russo Противолодочный катер?, Protivolodočnыj kater                                      | letteralmente imbarcazione antisommergibile (cacciasommergibili) | |

## Navi da guerra di mine
| Sigla                   | Nome                                                                                  | Significato                                 | Note |
| ----------------------- | ------------------------------------------------------------------------------------- | ------------------------------------------- | --- |
| in russo МТ(Щ)?, MT(ŠČ) | in russo Морской тральщик?, Morskoj tralʹščik                                         | Seagoing Minesweeper, dragamine oceanico    | designazione utilizzata per i progetti 254 T-43, 264 T-58, 266 Yurka, 266M Natya, 1332 e 12660 Gorya                                                     |
| in russo БТ(Щ)?, BT(ŠČ) | in russo Базовый тральщик?, Bazovыj tralʹščik                                         | Base Minesweeper, dragamine                 | Sigla utilizzata per le classi Sonya, Zhenya e Vanya. |
| in russo РТ(Щ)?, RT(ŠČ) | in russo Рейдовый тральщик?, Rejdovыj tralʹščik                                       | Inshore Minesweeper, dragamine costiero     | Sigla utilizzata per i classe Lida e gli Yevgenya. |
| in russo КТ(Щ)?, KT(ŠČ) | in russo Речной тральщик?, Rečnoj tralʹščik                                           | River Minesweeper, dragamine fluviale       | designazione utilizzata per i progetti 151, 1259, 13000, T351, T361 e T389. Tale sigla risulta utilizzata per una particolare versione delle classe Osa. |
| in russo ВТ(Щ)?, VT(ŠČ) | in russo Вспомогательный тральщик?, Vspomogatelʹnыj tralʹščik                         | Auxiliary Minesweeper, dragamine ausiliario | |
| in russo ТИМ?, TIM      | in russo Тральщики-искатели мин?, Tralʹščiki-iskateli min                             | Minehunter                                  | |
| in russo ЗМ?, ZM        | in russo Минный заградитель (минзаг)?, Minnыj zagraditelʹ (minzag)                    | Minelayer                                   | designazione utilizzata per i progetti 317 Alesha, 355 e T1                                                                                              |
|                         | in russo Специальные минные-тральщики корабль?, Specialʹnыe minnыe-tralʹščiki korablʹ | Special mine-sweepers ship                  | designazione utilizzata per i progetti 103, 442, 839 e BUKS                                                                                              |

## Navi da guerra anfibia
| Sigla                  | Nome                                                                                                 | Significato                                                      | Note |
| ---------------------- | --- | ---------------------------------------------------------------- | --- |
| in russo ДК?, DK       | in russo Десантный корабль?, Desantnыj korablʹ                                                       | letteralmente nave da sbarco (nave da guerra anfibia)            | designazione generica                                                                                      |
| in russo УДК?, UDK     | in russo Универсальный десантный корабль?, Universalʹnыj desantnыj korablʹ                           | letteralmente nave da sbarco universale (nave d'assalto anfibio) | designazione generica                                                                                      |
| in russo ДВ?, DV       | in russo Десантный вертолётоносец?, Desantnыj vertolёtonosec                                         | Landing Platform Helicopter                                      | designazione generica                                                                                      |
| in russo ДВКД?, DVKD   | in russo Десантно-вертолётный корабль-док?, Desantno-vertolёtnыj korablʹ-dok                         | Landing Helicopter Dock                                          | designazione generica, utilizzata per il progetto 11780                                                    |
| in russo ДВТД?, DVTD   | in russo Десантно-вертолётный транспорт-док?, Desantno-vertolёtnыj transport-dok                     | Landing Platform Dock                                            | designazione generica, utilizzata per il progetto Priboy.                                                  |
| in russo ДКД?, DKD     | in russo Десантный корабль-док?, Desantnыj korablʹ-dok                                               | Landing Ship Dock                                                | designazione generica                                                                                      |
| in russo ДПЛ?, DPL     | in russo Десантная подводная лодка?, Desantnaja podvodnaja lodka                                     | Sottomarino da sbarco                                            | designazione generica                                                                                      |
| in russo БДК?, BDK     | in russo Большой десантный корабль?, Bolʹšoj desantnыj korablʹ                                       | Grande nave anfibia (LST)                                        | designazione utilizzata per i progetti 775 Ropucha, 778, 1171 Alligator, 11711 Ivan Gren e 1174 Ivan Rogov |
| in russo СДК?, SDK     | in russo Средний десантный корабль?, Srednij desantnыj korablʹ                                       | Media nave anfibia (LSM)                                         | designazione utilizzata per i progetti 118, 572 e 770, 771, 773 Polnocny                                   |
| in russo МДК?, MDK     | in russo Малый десантный корабль?, Malыj desantnыj korablʹ                                           | Piccola nave anfibia (LCT / LCI)                                 | designazione utilizzata per i progetti 106 Vydra, 189 e 450                                                |
| in russo МДКВП?, MDKVP | in russo Малый десантный корабль на воздушной подушке?, Malыj desantnыj korablʹ na vozdušnoj poduške | Piccola nave anfibia hovercraft                                  | designazione utilizzata per i progetti 12321 Džejran e 12322 Pomornik                                      |
| in russo ДКВП?, DKVP   | in russo Десантный катер на воздушной подушке?, Desantnыj kater na vozdušnoj poduške                 | Imbarcazione anfibia hovercraft                                  | designazione utilizzata per i progetti 1205, 1206 Lebed, 12061 Tsaplya, 1209 Utenok e 1238                 |
| in russo ДК(А)?, DKA   | in russo Десантный катер?, Desantnыj kater                                                           | Imbarcazione anfibia (mezzo da sbarco / LCU)                     | designazione utilizzata per i progetti progetto 80, 306, 1785, 1176 Ondatra, 11770 e 21820                 |
| in russo МДЭ?, MDÈ     | in russo Малые десантный корабль-экраноплан?, Malыe desantnыj korablʹ-èkranoplan                     | Ekranoplano                                                      | designazione utilizzata per il progetto Alekseev A-90 Orlyonok                                             |

## Sottomarini
| Sigla                                  | Nome | Significato                                                                                                   | Note |
| -------------------------------------- | --- | --- | --- |
| in russo РПКСН (ПЛАРБ)?, RPKSN (PLARB) | in russo Ракетный подводный крейсер стратегического назначения (Подводная лодка атомная с ракетами баллистическими)?, Raketnыj podvodnыj krejser strategičeskogo naznačenija (Podvodnaja lodka atomnaja s raketami ballističeskimi) | incrociatore subacqueo lanciamissili strategici oppure sottomarino nucleare lanciamissili balistici (SSBN)    | designazione utilizzata per i progetti 658 Hotel, 667A Yankee, 667B Delta I, 667BD Delta II, 667BDR Delta III, 941 Typhoon, 667BDRM Delta IV e 955 Borei                 |
| in russo ПЛАРК?, PLARK                 | in russo Подводная лодка атомная с ракетами крылатыми?, Podvodnaja lodka atomnaja s raketami krыlatыmi | sottomarino nucleare lanciamissili da crociera (SSGN)                                                         | designazione utilizzata per i progetti 659 Echo I, 675 Echo II, 670 Charlie I, 670M Charlie II, 661 Papa, 949 Oscar I, 949A Oscar II e 885 Yasen                         |
| in russo ПЛА(Т)?, PLA(T)               | in russo Подводная Лодка Атомная (Торпедная)?, Podvodnaja Lodka Atomnaja (Torpednaja) | sottomarino nucleare (lancia siluri) (SSN)                                                                    | designazione utilizzata per i progetti 627A November, 671 Victor I, 671RT Victor II, 671RTM Victor III, 705/705K Alfa, 945 Sierra I, 945A Sierra II, 685 Mike, 971 Akula |
|                                        | | | |
| in russo ПЛРБ?, PLRB                   | in russo Подводная лодка с ракетами баллистическими?, Podvodnaja lodka s raketami ballističeskimi | sottomarino lanciamissili balistici (SSB)                                                                     | designazione utilizzata per i progetti AV611 Zulu IV e 629 Golf |
| in russo ПЛРК?, PLRK                   | in russo Подводная лодка с ракетами крылатыми?, Podvodnaja lodka s raketami krыlatыmii | sottomarino lanciamissili da crociera (SSG)                                                                   | designazione utilizzata per i progetti 644/665 Whiskey (missile) e 651 Juliett                                                                                           |
| in russo ВДПЛ?, VDPL                   | in russo Воздухонезависимый двигатель подводная лодка?, Vozduhonezavisimыj dvigatelʹ podvodnaja lodka | sottomarino a propulsione anaerobica (SSP)                                                                    | designazione per i sottomarini a propulsione AIP (progetti 615 Quebec, 677 Lada, Amur 1650/950 e Kalina)                                                                 |
| in russo (М)ДЭПЛ?, (M)DÈPL             | in russo Многоцелевая Дизель-электрическая подводная лодка?, Mnogocelevaja Dizelʹ-èlektričeskaja podvodnaja lodka | sottomarino multiruolo diesel-elettrico (SSK)                                                                 | designazione per i sottomarini a propulsione convenzionale (progetti 641 Foxtrot, 641B Tango, 877 Kilo e 636 Improved Kilo)                                              |
| in russo Д(Э)ПЛ?, D(È)PL               | in russo Дизель-электрическая подводная лодка?, Dizelʹ-èlektričeskaja podvodnaja lodka | sottomarino diesel-elettrico (SS)                                                                             | designazione per i sottomarini a propulsione convenzionale |
| in russo ПЛ?, PL                       | in russo Подводная лодка?, Podvodnaja lodka | sottomarino (SS)                                                                                              | designazione generica |
|                                        | | | |
| in russo АГС?, AGS                     | in russo Атомная глубоководная станция?, Atomnaja glubokovodnaja stancija | letteralmente Atomic deepwater station / Deep-diving nuclear-powered station (stazione atomica di profondità) | designazione utilizzata per i progetti 1851 X-Ray, 1851.1 Paltus, 1910 Uniform e 10831 / 210 Losharik                                                                    |
| in russo АПЛ?, APL                     | in russo Атомная большая подводная лодка специального назначения?, Atomnaja bolʹšaja podvodnaja lodka specialʹnogo naznačenija | letteralmente Nuclear-powered large submarine for special purpose                                             | designazione utilizzata per il progetto 09851 Habarovsk |
| in russo АПЛС?, APLS                   | in russo Атомная подводная лодка спецназначения?, Atomnaja podvodnaja lodka specnaznačenija | letteralmente Nuclear submarine of special purpose                                                            | |
| in russo НГАСН?, NGASN                 | in russo носитель глубоководного аппарата специального назначения?, Nositelʹ glubokovodnogo apparata specialʹnogo naznačenija | letteralmente Carrier of a deep-sea special purpose vehicle                                                   | designazione utilizzata per i progetti KS-403 «Kazanʹ», KS-411 «Orenburg», 09786 BS-136 «Orenburg» e 09787 BS-64 «Podmoskovʹe»,                                          |
|                                        | | | |
| in russo ДПЛС?, DPLS                   | in russo Дизельная подводная лодка спецназначения?, Dizelʹnaja podvodnaja lodka specnaznačenija | letteralmente Diesel submarine of special purpose                                                             | |
| in russo ЭПЛ?, ÈPL                     | in russo Экспериментальная подводная лодка?, Èksperimentalʹnaja podvodnaja lodka | letteralmente sottomarino sperimentale                                                                        | designazione utilizzata per i progetti 865 Losos e 20120 B-90 «Sarov» |
| in russo ПЛЛ?, PLL                     | in russo Подводная лодка-лаборатория?, Podvodnaja lodka-laboratorija | letteralmente sottomarino-laboratorio                                                                         | designazione utilizzata per i progetti 1710 Beluga, 1840 Lima |
| in russo ПЛМ?, PLM                     | in russo Подводная лодка-мишень?, Podvodnaja lodka-mišenʹ | letteralmente sottomarino-bersaglio                                                                           | designazione utilizzata per i progetti 690 Bravo |
| in russo СПЛ?, SPL                     | in russo Спасательная подводная лодка?, Spasatelʹnaja podvodnaja lodka | letteralmente sottomarino di salvataggio                                                                      | designazione utilizzata per i progetti 940 India |

## Imbarcazioni da guerra
Questa sezione comprende tutte quelle navi che vengono utilizzate per svolgere operazioni di pattugliamento, non solo marittimo ma anche fluviale. Sono incluse in generale tute le unità da combattimento di piccole dimensioni.
| Sigla                | Nome                                                                                           | Significato                                       | Note |
| -------------------- | ---------------------------------------------------------------------------------------------- | ------------------------------------------------- | --- |
| in russo РКА?, RKA   | in russo Ракетный катер?, Raketnыj kater                                                       | missile boat (motocannoniera missilistica)        | designazione dei progetti 183P Komar, 205 Osa, 206MR Vikhir, 12300 Scorpion, 12411 Tarantul e 12421 Molnija |
| in russo BТК?, BTK   | in russo Большой торпедный катер?, Bolʹšoj torpednыj kater                                     | large torpedo boat (motosilurante)                | designazione dei progetti 183, 205T, 206 Shershen, 206M Turya, TD200 e TM200                                |
| in russo МТК?, MTK   | in russo Малый торпедный катер?, Malыj torpednыj kater                                         | small torpedo boat (motosilurante)                | designazione dei progetti 123, 125 e 184                                                                    |
|                      |                                                                                                |                                                   | |
| in russo АКА?, AKA   | in russo Артиллерийский катер?, Artillerijskij kater                                           | artillery boat (cannoniera)                       | designazione dei progetti 205PÈ, 1204 Šmelʹ e 02059                                                         |
| in russo АКА?, AKA   | in russo Артиллерийский катер на воздушной подушке?, Artillerijskij kater na vozdušnoj poduške | artillery boat hovercraft (cannoniera hovercraft) | designazione del progetto 1238 Kasatka                                                                      |
| in russo БТС?, BTS   | in russo Большое таможенное судно?, Bolʹšoe tamožennoe sudno                                   | large custom vessel                               | designazione del progetto 14232 Merkúrij                                                                    |
| in russo БАК?, BAK   | in russo Большой артиллерийский катер?, Bolʹšoj artillerijskij kater                           | large artillery boat (cannoniera)                 | designazione del progetto 22240 Fregat                                                                      |
| in russo БСК?, BSK   | in russo Большой сторожевой катер?, Bolʹšoj storoževoj kater                                   | large guard boat                                  | designazione del progetto 9507 Nerej                                                                        |
| in russo БК?, BK     | in russo Бронекатер?, Bronekater                                                               | armored boat                                      | designazione dei progetti 191, 1124 e 1125                                                                  |
| in russo К?, K       | in russo Катер?, Kater                                                                         | boat                                              | designazione dei progetti IC11M e IC16MII                                                                   |
| in russo КСН?, KSN   | in russo Катер специального назначения?, Kater specialʹnogo naznačenija                        | special purpose boat                              | designazione dei progetti 03160, A-125 e BK-16                                                              |
| in russo МКЛ?, MKL   | in russo Малая канонерская лодка?, Malaja kanonerskaja lodka                                   | small gunboat                                     | designazione del progetto 186                                                                               |
| in russo МO?, MO     | in russo Малый охотник за подводными лодками?, Malыj ohotnik za podvodnыmi lodkami             | small submarine chaser                            | designazione del progetto OD200                                                                             |
| in russo МСК?, MSK   | in russo Малый сторожевой катер?, Malыj storoževoj kater                                       | small gunboat                                     | |
| in russo ПРДК?, PRDK | in russo Противодиверсионный катер?, Protivodiversionnыj kater                                 | anti-saboteur boat                                | designazione del progetto 21980 Gračonok                                                                    |
| in russo РБК?, RBK   | in russo Речной бронекатер?, Rečnoj bronekater                                                 | river armored boat                                | designazione del progetto 192                                                                               |

## Navi da intelligence
| Sigla                | Nome                                                                                         | Significato                                             | Note |
| -------------------- | -------------------------------------------------------------------------------------------- | ------------------------------------------------------- | --- |
| in russo КВН?, KVN   | in russo Корабль воздушного наблюдения?, Korablʹ vozdušnogo nabljudenija                     | Radar picket ship / Nave da sorveglianza aerea          | denominazione del progetto 62 (non realizzato) e di una particolare versione del progetto 254 T43 e del progetto 264 T58. |
| in russo КСВ?, KSV   | in russo Корабль связи?, Korablʹ svjazi                                                      | Communication ship / Nave comunicazioni                 | denominazione del progetto 357 |
| in russo МРК?, MRK   | in russo Малый разведывательный корабль?, Malыj razvedыvatelʹnыj korablʹ                     | Small intelligence ship / Piccola nave spia             | denominazione dei progetti 393A Mirnyy, 502, Okean e Tuntselov |
| in russo БРК?, BRK   | in russo Большой разведывательный корабль?, Bolʹšoj razvedыvatelʹnыj korablʹ                 | Large intelligence ship / Grande nave spia              | denominazione dei progetti 393B Primor'ye, 1826 Balzam e 12884 Kamchatka Mod |
| in russo СРК?, SRK   | in russo Средний разведывательный корабль?, Srednij razvedыvatelʹnыj korablʹ                 | Medium intelligence ship / Media nave spia              | denominazione dei progetti 503R Alpinist, 864 Vishnya, 18280 Yuriy Ivanov e Magnit |
| in russo ПСК?, PSK   | in russo Поисково-спасательный корабль?, Poiskovo-spasatelʹnыj korablʹ                       | Rescue and salvage ship / Nave da ricerca e salvataggio | denominazione del progetto 596P Vytegrales II |
| in russo КИК?, KIK   | in russo Корабль измерительного комплекса?, Korablʹ izmeritelʹnogo kompleksa                 | (Missile) Range instrumentation ship / Tracking ship    | denominazione dei progetti 1128 e 1129 Sibir', 1130 Desna e 1914 Marshal Nedelin |
| in russo БAРК?, BARK | in russo Большой атомный разведывательный корабль?, Bolʹšoj atomnыj razvedыvatelʹnыj korablʹ | Large nuclear-powered intelligence ship                 | denominazione del progetto 1941 Titan (Kapusta class) |
| in russo КОПО?, KOPO | in russo Корабль освещения подводной обстановки?, Korablʹ osveščenija podvodnoj obstanovki   | Submarine-search ship                                   | denominazione dei progetti 10221 Kamchatka, 11810 |
| in russo ССВ?, SSV   | in russo Cудно связи?, Sudno svjazi                                                          | Vascello per comunicazioni                              | Sigla molto usata dalle navi delle marine russa e sovietica, in particolare per quelle unità con una sofisticata dotazione elettronica ed utilizzate per operazioni di intelligence. Riferita anche alla nave comando SSV-33 Ural. Identifica le navi delle classi Bal'zam, alcune Moma, Lira e Vishnaya. |

## Navi da ricerca e supporto
| Sigla                | Nome                                                                                           | Significato                                             | Note |
| -------------------- | ---------------------------------------------------------------------------------------------- | ------------------------------------------------------- | --- |
| in russo НИС?, NIS   | in russo Научно-исследовательское судно?, Naučno-issledovatelʹskoe sudno                       | Scientific-research vessel / Expedition vessel          | Denominazione generica. |
| in russo ЛС?, LS     | in russo Лоцмейстерскее судно?, Locmejsterskee sudno                                           | Pilot vessel                                            | Denominazione del progetto 365.                                                                                            |
| in russo ПМ?, PM     | in russo Плавучий маяк?, Plavučij majak                                                        | Lightship                                               | Denominazione del progetto 852T.                                                                                           |
| in russo МГК?, MGK   | in russo Малый гидрографический катер?, Malыj gidrografičeskij kater                           | Small hydrographic survey boat                          | Denominazione del progetto 382.                                                                                            |
| in russo БГК?, BGK   | in russo Большой гидрографический катер?, Bolʹšoj gidrografičeskij kater                       | Large hydrographic survey boat                          | Denominazione dei progetti 1459, 1896 Nyryat II, 19920 e 23040G.                                                           |
| in russo МГПБ?, MGPB | in russo Морской гидрографический промерный бот?, Morskoj gidrografičeskij promernыj bot       | Seagoing hydrographic survey boat                       | Denominazione del progetto 718, Bolshoy petushok e Maliy petushok.                                                         |
| in russo РГПБ?, RGPB | in russo Рейдовый гидрографический промерный ботт?, Rejdovыj gidrografičeskij promernыj bot    | Harbor hydrographic survey boat                         | Denominazione del tipo Fin.                                                                                                |
| in russo МГС?, MGS   | in russo Малое гидрографическое судно?, Maloe gidrografičeskoe sudno                           | Small hydrographic survey vessel / nave idrografica     | Denominazione dei progetti 391, 395, 870 Kamenka, 871 Biya, 872 Finik, 873 1340G, 16611, 19910, REF-100 e Nora.            |
| in russo ГС?, GS     | in russo Гидрографическое судно?, Gidrografičeskoe sudno                                       | Hydrographic survey vessel / nave idrografica           | Denominazione dei progetti 860 Samara, 861 Moma, 862 Yug e 865 Sibirykov.                                                  |
| in russo ЭОС?, ÈOS   | in russo Экспедиционное океанографическое судно?, Èkspedicionnoe okeanografičeskoe sudno       | Expeditionary oceanographic vessel / nave oceanografica | Denominazione dei progetti 514 Nevel'skoy, 850 Nikolay Zubov, 852 Akademik Krylov, 976 Abkhaziya e 1537 Polyus.            |
| in russo ОИС?, OIS   | in russo Океанографическое исследовательское судно?, Okeanografičeskoe issledovatelʹskoe sudno | Oceanographic research vessel / nave oceanografica      | Denominazione dei progetti 16450 e 22010.                                                                                  |
|                      |                                                                                                |                                                         | |
| in russo ГКС?, GKS   | in russo Гидроакустическое контрольное судно?, Gidroakustičeskoe kontrolʹnoe sudno             | Hydroacoustic monitoring ship                           | Denominazione del progetto 513.                                                                                            |
| in russo СКФП?, SKFP | in russo Судно контроля физических полей?, Sudno kontrolja fizičeskih polej                    | Physical fields control vessel                          | Denominazione del progetto 1806 Onega.                                                                                     |
|                      |                                                                                                |                                                         | |
| in russo КСВ?, KSV   | in russo Катер связи?, Kater svjazi                                                            | Communication boat / Imbarcazione comunicazioni         | denominazione del progetto 352 (aliscafo)                                                                                  |
| ENS                  | Elektrostanttsiye Nalivatel'noye Sudno                                                         | Nave generatore                                         | Utilizzata per le classe Tomba.                                                                                            |
| KIL                  | Kilektor                                                                                       | Nave gru                                                | Riferita alle classi Sura, Neptun e Kashtan.                                                                               |
| KS                   | Kabel'noye Sudno                                                                               | Nave posacavi                                           | Riferito alle classi Emba e Klazma.                                                                                        |
| KTs                  | Kontrol'naya Tsel'                                                                             | Nave per il controllo obiettivi                         | |
| LDK                  | Ledokol                                                                                        | Rompighiaccio                                           | |
| MB                   | Morskoy Buksir                                                                                 | Rimorchiatore d'altura                                  | Utilizzata per le classi Goryn, Sorum, Goliat e Roslavl.                                                                   |
| MVT                  | Morskoy Vodnyy Tanker                                                                          | Nave cisterna d'altura (rifornimento d'acqua)           | Sigla utilizzata per le classe Manych e Voda.                                                                              |
| OS                   | Opitnoye Sudno                                                                                 | Nave sperimentale                                       | Utilizzata per le classi Potok, Kolomna, Desna e Sibir'.                                                                   |
| PB                   | Plavuchaya Baza                                                                                | Base galleggiante                                       | Riferita alle classi Urga, Don ed Atrek.                                                                                   |
| PM                   | Plavuchaya Masterskaya                                                                         | Officina galleggiante                                   | Utilizzata per le unità delle classi Malina, Amur, Oskol, Dnepr e Lama.                                                    |
| PZHK                 | Pozharnyy Kater                                                                                | Imbarcazione antincendio                                | |
| PZHS                 | Pozharnoye Sudno                                                                               | Nave per il contrasto agli incendi                      | Sigla utilizzata dalla classe Katun.                                                                                       |
| SB                   | Spasatel'nyy Buksir                                                                            | Rimorchiatore da recupero                               | Utilizzata dalle unità delle classi Sliva, Ingul ed Iva.                                                                   |
| SBR                  | Sudno Bol'shogo Razmagnichivanya                                                               | Grande nave per smagnetizzazione                        | |
| SPI                  | Sudno-baza Podvodnikh Issledovaniy                                                             | Nave da supporto ricerche subacquee                     | Utilizzata dalle classe Pionier Moskvyy                                                                                    |
| SR                   | Sudno Razmagnichivanya                                                                         | Nave per smagnetizzazione                               | Utilizzata per le classi Pelym e Bereza.                                                                                   |
| SS                   | Spasatel'noye Sudno                                                                            | Nave da salvataggio                                     | Sigla utilizzata per le classi El'Brus, Ingul, Nepa, Prut e Pamir.                                                         |
| TNT                  |                                                                                                | Trasporto scorie nucleari                               | Sigla utilizzata dalle classe Vala.                                                                                        |
| US                   | Uchebnoye Sudno                                                                                | Nave da addestramento                                   | Sigla utilizzata per le navi scuola (ad esempio, le classe Smol'nyy).                                                      |
| VT                   | Voyenyy Tanker                                                                                 | Petroliera militare                                     | Utilizzata per le petroliere militari delle classi Dubna, Boris Chilikin, Alyay, Pevek, Sofia, Uda, Kaliningradneft', ecc. |
| VTR                  | Voyenyy Transport                                                                              | Trasporto militare                                      | Genericamente utilizzata per le navi d'appoggio, come le classi Berezina, Kazbek, Muna, Vytegrales, ecc.                   |

## Guardia costiera
Questa sezione comprende le navi della Guardia di frontiera del servizio federale di sicurezza della Federazione russa.
| Sigla                                          | Nome                                                                                 | Significato                      | Note |
| ---------------------------------------------- | ------------------------------------------------------------------------------------ | -------------------------------- | --- |
| in russo ПСКР?, PSKR                           | in russo Пограничный сторожевой корабль?, Pograničnыj storoževoj korablʹ             | Border/Coast guard ship          | Sigla utilizzata dalle unità navali della Guardia di frontiera del servizio federale di sicurezza della Federazione russa; ad esempio, le classi Pauk, T-58, Krivak III e Grisha II. |
| in russo ПСКА?, PSKA                           | in russo Пограничный сторожевой катер?, Pograničnыj storoževoj kater                 | Coast guard special service boat | |
| in russo ПКАСС?, PKASS                         | in russo Пограничный катер специальной службы?, Pograničnыj kater specialʹnoj službы | Coast guard special service boat | |
| in russo ПКУ?, Pograničnыj korablʹ upravlenija | in russo Пограничный корабль управления?, Pograničnыj korablʹ upravlenija            | Coast guard command ship         | |
| in russo ПКО?, PKO                             | in russo Пограничный корабль обеспечения?, Pograničnыj korablʹ obespečenija          | Coast guard support ship         | |
| in russo ПКАО?, PKAO                           | in russo Пограничный катер обеспечения?, Pograničnыj kater obespečenija              | Coast guard support boat         | |
| in russo ППК?, PPK                             | in russo Пограничный патрульный корабль?, Pograničnыj patrulʹnыj korablʹ             | Coast guard patrol ship          | |
| in russo ППС?, PPS                             | in russo Пограничное патрульное судно?, Pograničnoe patrulʹnoe sudno                 | Coast guard patrol vessel        | |
| in russo ПК?, PK                               | in russo Пограничный патрульный катер?, Pograničnыj patrulʹnыj kater                 | Coast guard patrol boat          | |
| in russo РСО?, RSO                             | in russo Рейдовое судно обеспечения?, Rejdovoe sudno obespečenija                    | Harbor support vessel            | |